# سیارک ۱۶۹۵۳
سیارک ۱۶۹۵۳ (به انگلیسی: 16953 Besicovitch، نامگذاری:1998KE5) شانزده هزار و نهصد و پنجاه و سومین سیارک کشف شده‌است که در ۲۷ مه ۱۹۹۸ کشف شد.
قدر مطلق سیارک برابر ۱۲٫۷۰ است.